# Astragalus ferdovsicus
Astragalus ferdovsicus är en ärtväxtart som beskrevs av Ahmed Ahmad Parsa. Astragalus ferdovsicus ingår i släktet vedlar, och familjen ärtväxter. Inga underarter finns listade i Catalogue of Life.